# American Society for Psychical Research
A American Society for Psychical Research (ASPR) é uma organização sem fins lucrativos estadunidense dedicada ao estudo de fenómenos paranormais.
Está atualmente sediada em Nova Iorque. A sua missão tem sido a de "explorar fenômenos extraordinários ou ainda inexplicáveis  que tem sido chamados de paranormais, e suas implicações para a nossa compreensão da consciência, o universo e a natureza da existência".

## História
Foi fundada em 1885 em Boston, Massachusetts, por iniciativa do Prof. W. F. Barrett. Entre os seus fundadores, incluía-se o Dr. William James (presidente), cinco sub-presidentes (os Profs. Simon Newcomb, N. D. C. Hodges, Stanley Hall, George S. Fullerton, Edward C. Pickering) e o Dr. Charles S. Minot. Envolvidos neste campo tão controverso, encontraram dificuldades em obter apoio para as suas atividades, mesmo o presidente sendo o grande psicólogo e professor de Filosofia na Universidade de Harvard, William James, membro de uma ilustra família de Boston que incluía o seu irmão, o novelista Henry James. Em 1889, por motivos financeiros, o então presidente S.P. Langley afiliou a ASPR à Society for Psychical Research, na Grã-Bretanha. O trabalho de pesquisa da ASPR foi conduzido pelo Dr. Richard Hodgson de 1887 até à sua morte, em 1905. A Sociedade foi dissolvida no ano seguinte. Ela continuou como um ramo do Instituto James Hervey Hyslop da American Institute for Scientific Research, e foi a única parte ativa do Instituto Hyslop a desenvolver um programa.
Quando da morte de Hyslop, em 1920, a ASPR recuperou o seu estatuto de independente. O Dr. Walter Franklin Prince tornou-se o diretor de pesquisas da Sociedade e editor das suas publicações. Ele levou a cabo uma variedade de investigações antes de suas observações de Mina S. Crandon, mais conhecida como "Margery". O conselho da ASPR apoiou fortemente Margery, mas Prince acreditava que ela era uma fraude. Quando J. Malcolm Bird, ex-editor assistente da revista Scientific American e autor de vários escritos favoráveis a Margery, foi nomeado como co-responsável pela pesquisa juntamente com Prince, em 1925, Prince ficou furioso. Desse modo, demitiu-se, juntamente com outros membros descontentes, incluindo Gardner Murphy, William McDougall, Elwood Worcester, e Lydia Allison. Juntos, esse grupo fundou uma Sociedade rival, a Boston Society for Psychic Research.
Bird trabalhou como pesquisador para a ASPR, mas demitiu-se subitamente do seu cargo em 1930. Mais tarde, veio à luz que ele tinha dúvidas sobre Margery. Bird tinha apresentado um relatório confidencial ao conselho, sugerindo que Margery tinha se aproximou dele para se tornar um confidente na produção de alguns fenômenos do mágico Harry Houdini. Posteriormente, Bird desapareceu junto com o seu último manuscrito sobre Margery. Foi sucedido por B. K. Thorogood (1930-1939).
Após a fusão da Boston SPR com a ASPR (1941), George Hyslop, filho de J. H. Hyslop, tornou-se o seu presidente. Desde 1925 ele havia sido uma voz solitária condenando a derrapagem das normas de investigação da Sociedade. Hyslop exigiu uma exposição completa da atividade fraudulenta de Margery, e restabeleceu os rigorosos padrões exigidos durante os anos de seu pai na liderança. Foi sucedido por sua vez por Gardner Murphy, que atuou como presidente da ASPR por 20 anos. Murphy, um psicólogo distinto, foi uma figura dominante, que trouxe prestígio para a organização e recrutou bons investigadores para realizar o seu programa. Durante este período um laboratório de parapsicologia foi constituído por J. B. Rhine na Duke University, emergindo como a vanguarda da investigação psíquica. A Parapsychology Association foi estabelecida (1957) como a maior associação profissional de pesquisadores envolvidos na pesquisa psíquica.
Nos anos que se seguiram à Segunda Guerra Mundial, a preocupação da sociedade esteve focada na necessidade de integrar temas como fenômenos paranormais, com uma vasta gama de ciências comportamentais e físicas. Isso exigiu grandes revisões de fundamentos teóricos. Além de laboratórios e de escritórios, a ASPR é mantenedora de uma única biblioteca e arquivos. Os recursos incluem mais de 10.000 volumes, mais de 300 periódicos, e publicações em mais de 14 idiomas. Livros raros, relatos de casos, cartas e manuscritos, com algum material que remonta ao século XVIII valoriza o seu acervo.
A ASPR permanece como uma das organizações mais estáveis na pesquisa psíquica estadunidense, e sede de muitas pessoas de destaque nesse campo. A publicação dos periódicos "Journal of the American Society for Psychical Research" e "Proceedings" iniciou-se em 1907 tendo se mantido sem interrupção.